# Dina Galli

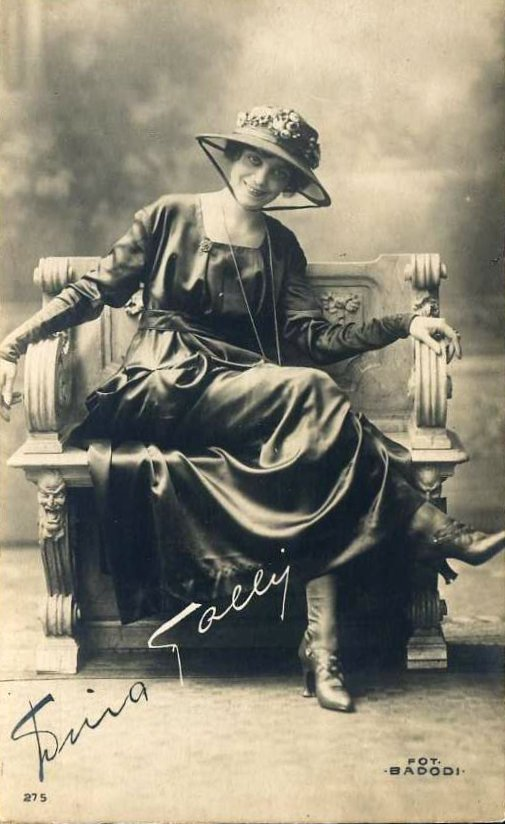
Porträt von Dina Galli, um 1905

Dina Galli (eigentlich Clotilde Anna Maria Galli; * 6. Dezember 1877 in Mailand; † 4. März 1951 in Rom) war eine italienische Schauspielerin und Modeikone des frühen 20. Jahrhunderts.
Galli war als Künstlerkind schon früh mit dem Theaterspielen in Berührung gekommen; unter Anleitung ihrer Mutter Armellina Nesti trat sie früh beim Mailänder Dialekttheater Olivieri auf, dann unter Edoardo Ferravilla, einem weiteren Vertreter des regionalen Repertoiretheaters. Schnell wurde sie, um die Jahrhundertwende, zu einer der Vorzeige-Komikerinnen der Stadt. IN den kommenden Jahren feierte sie viele Erfolge mit namhaften Partnern, z. B. im Stück La Dame de chez Maxim's und neben Enzo Biliotti, Enrico Viarisio, Irma Gramatica oder Nino Besozzi. Sie stellte, so die zeitgenössische Kritik, einfühlsam sowohl unternehmungslustige wie sentimentale Figuren dar und krönte ihre Karriere 1935 in „Felicita Colombo“ von Giuseppe Adami, das zwei Jahre später unter der Regie von Mario Màttoli verfilmt wurde. Das Kino hielt (nach einer Handvoll früher Stummfilmrollen, mehrfach unter Nino Oxiglia) zwischen 1933 und 1950 nur gelegentlich Aufgaben für sie bereit; während des Zweiten Weltkrieges und in der Nachkriegszeit blieb Galli vor allem auf der Bühne aktiv, oftmals (und erneut) mt Nino Besozzi und auch mit Corrado Racca.

## Filmografie (Auswahl)
- 1914: Veli di giovinezza
- 1914: La monella
- 1915: L’ammiraglia
- 1933: Ninì Falpalà
- 1937: Felicita Colombo
- 1937: Nonna Felicita
- 1943: Il birichino di papà
- 1950: Sambo